# Adobe Dreamweaver
Adobe Dreamweaver là một công cụ phát triển web độc quyền của Adobe Inc. Nó được tạo ra bởi Macromedia vào năm 1997 và được họ phát triển cho đến khi Macromedia được Adobe Systems mua lại vào năm 2005.
Adobe Dreamweaver có sẵn cho các hệ điều hành macOS và Windows.
Sau khi Adobe mua lại bộ sản phẩm Macromedia, các bản phát hành Dreamweaver sau phiên bản 8.0 đã phù hợp hơn với các tiêu chuẩn W3C. Các phiên bản gần đây đã cải thiện hỗ trợ cho các công nghệ Web như CSS, JavaScript và các ngôn ngữ và khung kịch bản phía máy chủ khác nhau bao gồm ASP (ASP JavaScript, ASP VBScript, ASP.NET C #, ASP.NET VB), ColdFusion, Scriptlet và PHP.

## Tính năng
Adobe Dreamweaver CC là một thiết kế web và ứng dụng Môi trường phát triển tích hợp (IDE) được sử dụng để phát triển và thiết kế trang web. Dreamweaver bao gồm một trình soạn thảo mã hỗ trợ tô sáng cú pháp, hoàn thành mã, kiểm tra cú pháp thời gian thực và hướng nội mã để tạo gợi ý mã để hỗ trợ người dùng viết mã.
Dreamweaver, giống như các trình soạn thảo HTML khác, chỉnh sửa các tệp cục bộ sau đó tải chúng lên máy chủ web từ xa bằng FTP, SFTP hoặc WebDAV. Dreamweaver CS4 hỗ trợ hệ thống điều khiển phiên bản Subversion (SVN).
Kể từ phiên bản 5, Dreamweaver hỗ trợ tô sáng cú pháp cho các ngôn ngữ sau:
- ActionScript
- Trang máy chủ hoạt động (ASP).
- C #
- Biểu định kiểu xếp chồng (CSS)
- ColdFusion
- EDML
- Ngôn ngữ đánh dấu siêu văn bản mở rộng (XHTML)
- Ngôn ngữ đánh dấu mở rộng (XML)
- Chuyển đổi ngôn ngữ biểu định kiểu mở rộng (XSLT)
- Ngôn ngữ đánh dấu siêu văn bản (HTML)
- Java
- JavaScript
- PHP
- Visual Basic (VB)
- Phiên bản Visual Basic Script (VBScript)
- Ngôn ngữ đánh dấu không dây (WML)

Hỗ trợ cho Trang máy chủ hoạt động (ASP) và Trang máy chủ Java đã bị loại bỏ trong phiên bản CS5.
Người dùng có thể thêm đánh dấu cú pháp ngôn ngữ của họ. mã hoàn thành có sẵn cho nhiều ngôn ngữ.

## Quốc tế hóa và bản địa hóa

### Ngôn ngữ sẵn có
Adobe Dreamweaver CS6 có sẵn bằng các ngôn ngữ sau: Tiếng Bồ Đào Nha,Brazil, Tiếng Trung giản thể, Tiếng Trung Quốc truyền thống, Tiếng Séc, Tiếng Hà Lan, Tiếng Anh, Tiếng Pháp, Tiếng Đức, Tiếng Ý, Tiếng Nhật, Tiếng Hàn (chỉ Windows), Ba Lan, Nga, Tây Ban Nha, Thụy Điển và Thổ Nhĩ Kỳ.

### Các tính năng cụ thể chotiếng Ả Rậpvàtiếng Do Thái
Adobe Dreamweaver CS3 cũ hơn cũng có phiên bản Trung Đông cho phép nhập văn bản tiếng Ả Rập, tiếng Ba Tư, tiếng Urdu hoặc tiếng Do Thái (được viết từ phải sang trái) trong chế độ xem mã. Cho dù văn bản hoàn toàn là Trung Đông (được viết từ phải sang trái) hoặc bao gồm cả văn bản tiếng Anh và Trung Đông (được viết từ trái sang phải và phải sang trái), nó sẽ được hiển thị đúng.

## Lịch sử phiên bản
| Legend: | Phiên bản cũ | Phiên bản cũ, vẫn được hỗ trợ | Phiên bản hiện tại | Phiên bản xem trước mới nhất | Ra mắt trong tương lai |

| Nhà phát triển | Phiên bản chính | Cập nhật nhỏ   | Ngày phát hành    | Ghi chú |
| -------------- | --------------- | -------------- | ----------------- | --- |
| Macromedia     | 1.0             | 1.0            | Tháng 12, 1997    | Phiên bản đầu tiên. Chỉ dành cho hệ điều hành Mac. |
| Macromedia     | 1.0             | 1.2            | Tháng 3, 1998     | Phiên bản Windows đầu tiên |
| Macromedia     | 2.0             | 2.0            | Tháng 12, 1998    | |
| Macromedia     | 3.0             | 3.0            | Tháng 12, 1999    | |
| Macromedia     | 3.0             | UltraDev 1.0   | Tháng 6, 2000     | |
| Macromedia     | 4.0             | 4.0            | Tháng 12, 2000    | |
| Macromedia     | 4.0             | UltraDev 4.0   | Tháng 12, 2000    | |
| Macromedia     | 6.0             | MX             | 29 tháng 5, 2002  | |
| Macromedia     | 7.0             | MX 2004        | 10 tháng 9, 2003  | |
| Macromedia     | 8.0             | 8.0            | 13 tháng 9, 2005  | Phiên bản Macromedia cuối cùng. Kèm theo Adobe CS2.3. |
| Adobe Systems  | 9.0             | CS3            | 16 tháng 4, 2007  | Thay thế bởi Adobe GoLive trong Adobe Creative Suite |
| Adobe Systems  | 10.0            | CS4            | 23 tháng 9, 2008  | |
| Adobe Systems  | 11.0            | CS5            | 12 tháng 4, 2010  | |
| Adobe Systems  | 11.5            | CS5.5          | 12 tháng 4, 2011  | Hỗ trợ HTML5. |
| Adobe Systems  | 12.0            | CS6            | 21 tháng 4, 2012  | Phiên bản giấy phép vĩnh viễn (tải xuống mà không cần thanh toán liên tục) và phiên bản đám mây (đăng ký) tồn tại với cấu trúc menu khác nhau.                                                                |
| Adobe Systems  | 13.0            | Creative Cloud | 17 Tháng 6, 2013  | Tùy chọn giấy phép vĩnh viễn được loại bỏ trong phiên bản này. |
| Adobe Systems  | 14.0            | CC 2014        | 18 tháng 6, 2014  | Công cụ trực quan DOM, nâng cấp Live View, nâng cấp CSS Designer. |
| Adobe Systems  | 15.0            | CC 2014.1      | 6 tháng 10, 2014  | Khả năng xem và trích xuất thông tin thiết kế và hình ảnh từ các tài liệu Photoshop (PSD), các mẫu mới, nâng cấp Live View và kiến trúc 64 bit.                                                               |
| Adobe Systems  | 16.0            | CC 2015        | 16 Tháng 6, 2015  | Khả năng thiết kế đáp ứng với các thanh truy vấn phương tiện trực quan, tích hợp trực tiếp với khung Bootstrap, khả năng xem trước và kiểm tra nội dung trên thiết bị di động và cải tiến trình chỉnh sửa mã. |
| Adobe Systems  | 17.0            | CC 2017        | 2 tháng 11, 2016  | Ghi chú phát hành Adobe - Trình chỉnh sửa mã được thiết kế lại, hỗ trợ bộ xử lý điện tử, xem trước thời gian thực trong trình duyệt, chỉnh sửa nhanh các tệp mã liên quan, thay đổi giao diện người dùng      |
| Adobe Systems  | 18.0            | CC 2018        | 19 tháng 10, 2017 | Ghi chú phát hành Adobe - Nút kiểm tra URL, Lưu thông tin xác thực, Hỗ trợ thanh tìm kiếm, biểu tượng Xung đột hiện được hiển thị                                                                             |
| Adobe Systems  | 19.0            | CC 2019        | 15 tháng 10, 2018 | Ghi chú phát hành Adobe - Tái cấu trúc JavaScript, hỗ trợ ECMAScript 6, Tích hợp CEF mới, Cải tiến bảo mật |
| Adobe Systems  | 20.0            | CC 2020        | 4 tháng 11, 2019  | Ghi chú phát hành Adobe - Chỉnh sửa Live Live, phông chữ mặc định của Nhật Bản, cải tiến mã gợi ý |
| Adobe Systems  | 21.0            | CC 2021        | 31 tháng 10, 2020 | Ghi chú phát hành Adobe - Feature Summery, Dreamweaver (tháng 10 năm 2020 ra mắt) |